# UC NexT 0100
UC NexT 0100（ユーシー ネクスト ワンハンドレッド）は、アニメ制作会社サンライズが2018年から展開しているプロジェクトのひとつ。

## 概要
UC NexT 0100は、宇宙世紀を題材としたガンダムシリーズの振り返りと拡大を目指すプロジェクト。
2018年4月20日、ガンダムシリーズ新作発表会にて、サンライズの代表取締役社長である宮河恭夫（以降宮河）から、プロジェクトの始動が発表された。
本プロジェクトの骨子は「サンライズは世代を超えて宇宙世紀を拡張していく」というもので、今まで映像化されていなかった、アニメ『機動戦士ガンダムUC』とアニメ『機動戦士ガンダムF91』の狭間の時代やアニメ『機動戦士Vガンダム』以降の時代などが対象となる。
U.C.0093の『機動戦士ガンダム 逆襲のシャア』を起点として、そこから100年の歴史を描いていく。
『機動戦士ガンダムUC』、『機動戦士ガンダムNT』のプロデューサーを務めたサンライズの小形尚弘（以下、小形）によれば「パラレルとして展開されたアニメ『機動戦士ガンダム サンダーボルト』とは異なり、本プロジェクトで展開される新作タイトルは、本伝いわゆる正規のナンバリングタイトル」であるという。
宮河は「『機動戦士ガンダムF91』の歴史の先についても拡大していきたい、宇宙世紀を終りまで描き切る」と語った。小形は「本プロジェクトの期間は決めていない、50年か100年かかるプロジェクトになるかもしれないが、サンライズが存続する限り、宇宙世紀の最後までやりきる」と語った。
小形は他のインタビューで、「UC NexT 0100は時系列順に行かないかもしれないし、ナンバリングタイトルとしてのみ考えるのではなく、機動戦士ガンダムサンダーボルトのようにパラレルで展開するものもある」と答えた  。

### 計画意図
UC NexT 0100は、『ガンダム』作品の間口を一気に広げる形にするという意図があり、ファンを含めた多彩な人々の参加を目指している。
小形によれば「UC NexT 0100は宇宙世紀作品やガンダムそのものの楽しみ方を抜本的に変えていきましょう」という決意表明でもあるという。

### 発信形態
本プロジェクトは、新領域まで開拓・拡大する事を目的として、アニメ以外にもゲーム、漫画、小説などのマルチメディアプラットフォームからも発信していく。
映像作品に関しては、昨今のアニメパッケージビジネスを含めた状況が大きく変化している事を考慮し、テレビ放送だけでなく、劇場公開やストリーミングなども視野に入れている。
今まではサンライズからの許諾という形で、映像媒体以外のガンダム作品が制作されてきたが、本プロジェクトでは、サンライズが密接に関与し、シナリオやキャラクターまで作っていく。また、そのようなゲーム作品や漫画作品から宇宙世紀公式作品が発生していくという。
ゲームを最初の発信窓口として、サンライズがキャラクターとモビルスーツを設定し、バンダイナムコエンターテインメントからゲームとして発表していくスマートフォンアプリ「Gundam New Tactical Game Project」も始動。これは映像展開に発展させるコンテンツで、本プロジェクトとも連携していく。
ガンプラも、本プロジェクトと連動し、様々な機体が立体化されていく。

## プロジェクト作品
機動戦士ガンダムNT
本プロジェクトの第一弾。2018年11月30日公開。
2018年4月20日、ガンダムシリーズ新作発表会にて11月の公開が発表された。
『機動戦士ガンダムUC』から1年後のU.C.0097を舞台とする。
機動戦士ガンダム 閃光のハサウェイ
本プロジェクトの第二弾。3度の延期を経て、2021年6月11日公開。
2018年11月21日、ガンダムシリーズ40周年記念プロジェクトの発表会にて、3部作の公開が発表された。

## イベント
TOKYO ガンダムプロジェクト2018
2018年4月21日 - 5月6日にダイバーシティ東京 プラザのフェスティバル広場に展示されている「実物大ユニコーンガンダム立像」で、「TOKYO ガンダムプロジェクト 2018 ガンダムプロジェクションマッピング “UC NexT 0100”」が開催された。
AnimeJapan 2019
2019年3月23日 - 24日に東京ビッグサイトで開かれたAnimeJapan 2019では、本プロジェクトのパネルが展示された。